# Medina Azahara
Medina Azahara (arapski:  مدينة الزهراء‎ Madīnat az-Zahrā, tj. „Sjajni grad”) su ruševine carskog grada kojega je 936. godine izgradio vladar Córdobe, Abd-ar-Rahman III. al-Nasir (912. – 961.). Nalazi se osam kilometara od zapadne periferije Córdobe, u Španjolskoj planinskoj regiji Sierra Morena. Grad je tada bio glavni grad Al-Andalusa sa srcem uprave i vlade unutar svojih zidina.
Grad je izgrađen uglavnom iz političkih i ideoloških razloga, jer je dostojanstvo kalifa zahtijevalo osnivanje novog grada kao simbola njegove moći. U tom smislu, grad sadrži važne zgrade, uključujući džamije, prijestolnu dvoranu, administrativne urede i upravu, ali i barake, kupke i akvedukte. Grad je potpuno opustošen i napušten početkom građanskog rata u Al-Andalusu 1010. godine. Ostaci grada zaboravljeni su gotovo 1000 godina sve do ponovnog otkrivanja početkom 20. stoljeća. Ovaj kompletni urbani ansambl ima infrastrukturu kao što su ceste, mostovi, vodeni sustavi, zgrade, ukrasni elementi i svakodnevni objekti. On pruža dubinsko znanje o sada nestaloj zapadnoj islamskoj civilizaciji Al-Andalu, na vrhuncu svoje raskoši. Zbog toga je 2018. godine upisan na UNESCOv popis mjesta svjetske baštine u Europi.

## Povijest
Izgradnja palače počela je između 936. i 940. godine, u vrijeme vladavine Abdurahmana III. i iako je većina grada izgrađena u trinaest godina, radovi su nastavljeni još četrdeset godina. Nakon što se 928. godine proglasio kalifom, Abdurahman III. je odlučio izgraditi novi grad kao simbol svoje moći imitirajući druge kalifove na istoku, a posebno kako bi pokazao svoju nadmoć nad fatimidima Ifrikije s kojima ulazi sukob za kontrolu sjeverne Afrike. Zapravo, Zahra na arapskom znači "sjajan ili gromak" što se odnosi na ideje moći i statusa.
Od 978. do 981. godine, Emir Almanzor imao je vlastitu palaču Madinat al-Zahira („Nasadni grad”) na istoku Córdobe, čije ime odgovara onoj Madinat al-Zahre (Sjajni grad).
God. 1011., na početku građanskog rata u al-Andalusu, carski grad Medinu Azaharu su poharali berberski vojnici koji su podržavali Sulejmana ibn el-Hakama (omejidske dinastije) protiv kalifa Hišama II. koji je morao premjestiti prijestolnicu u Córdobu 1013. god. Grad je potpuno napušten nakon građanskog rata do 1031. godine.
Ostaci grada su otkriveni i malim dijelom iskopani 1910-ih. Do danas je otkopano tek oko 10% od ukupno 112 ha gradske površine, no na ovom području su najvažnije građevine
Danas se do ostataka grada, koji se nalazi u sjeveroistočnom dijelu okolice Córdobe, mora poći okolnim putom koji ide pet kilometara na putu za Palma del Río, nakon čega slijedi uspon od tri kilometra do sjevernog zida Madinat al-Zahre, gdje su sačuvani i restaurirani paviljoni, radionice i brane.
Godine 1923. Arheološko Medina Azahara proglašen je nacionalnim spomenikom, a 1. srpnja 2018. godine postala je svjetska baština UNESCO-a.

## Osobitosti
Izvorni grad je različit od labirintskog i kaotičnog stila tipičnog za muslimanski urbanizam iz tog doba. Upravo suprotno, upisan je u četverokut od 1500 sa 700 metara, što čini pravokutni prostor od oko 112 hektara.
Organizaciju palače odlikuju tri terase, od kojih je svaka odvojena od zidina koje dijele grad na tri dijela. Prva, najviša terasa je rezervirana za kalifov dvor i znak je snage, dok srednjim dijelom dominiraju voćnjaci i povrtnjaci. Konačno, donji dio uključuje glavnu džamiju i kuće. Zbog sličnosti džamije Medine Azahare s Velikom džamijom Córdobe, naziva se njezinom "malom sestrom"
Kako bi doveo vodu potrebnu za parkove i cvjetne vrtove, Abdurahman III. je odredio kako će novi grad biti izgrađen na mjestu gdje se nalazio stari rimski akvedukt za Córdobu. No, kako je ovaj akvedukt bio dosta nizak, on naređuje izgradnju vodovoda koji prelazi planine cijevima i doline akveduktima. Danas se ovaj vodovod smatra jednim od najboljih dostignuća kalifa.
Pored svojih najcjenjenijih značajki kao što su džamije, sobe za poslovanje i administrativne i državne službe, Medina Azahara također ima vojarnu, konačište, fontane, tržnice, tvornice oružja i trgovine, te zlatarnice i druge obrte.
Izgradnjom Medine Azahare Andaluzija je dobila karakterističnu španjolsko-maursku umjetnost. Doista, ona je pionir arhitekture i zapadne islamske umjetnosti svoga vremena čiji umjetnički utjecaj nadilazi nekoliko stoljeća. Na primjer, mnogo kasnije, u izgradnji Alhambre, prisutni su elementi ovog grada kao što je organizacija apartmana oko dvorišta ili središnjeg vrta. Osim toga, nekoliko značajki Medine Azahare, koji su kasnije postali standardnim dijelom dvora, poput kraljevske prijemne dvorane, su ovdje prvi put dizajnirani.
Kompleks je bio građen dotad neviđenim intenzitetom - prema izvještajima istočnjačkih kroničara, koji su, doduše bili skloni pretjerivanju, na gradnji je radilo 10 000 graditelja, svaki s 12 pomoćnika. Bilo je ugrađivano 6000 kamenih blokova dnevno, 4313 stupa donesena su iz antičkih ruševina u Španjolskoj i susjednoj Africi (ponajprije iz Kartage, iz koje ih je upotrijebljeno 1013), a iz Konstantinopolisa (Carigrada) stiglo ih je 140. Potvrđeno je međutim, da je džamiju gradilo 300 zidara, 200 stolara i 500 drugih radnika i da je bila gotova za 48 dana. Rezidenciju je okruživao zid koji je na pravcu sjever-jug bio dug oko 750, a na pravcu istok-zapad 1500 metara. Unutar zida bile su prostorije službene i privatne prostorije vladara, stanovi posluge, ali i najistaknutijih predstavnika uprave i vojske.

U gradnju su bile uključene i druge države - bizantski car Stjepan Lakapen poslao je neke rijetke materijale i visokokvalificirane stručnjake za izradu keramičkih predmeta i mozaika, a iz zapravo neprijateljske, fatimidske Kartage stigle su fino obrađene mramorne ploče i stupovi antičke ruševine, građeni od crvenog i zelenog mramora. Rijetke materijale, dragocjene predmete, umjetnička djela i drugo dao je Abd ar Rahman nabavljati po cijelom poznatom svijetu, rekavši poslanicima da ne mari za cijenu. U raritete su tako spadale rijetke egzotične ptice za njegove raskošne krletke, kao što je u Bagdadu bilo moderno u vrijeme velikih abasidskih vladara. Abasidski utjecaj pokazuju i pravokutni bazeni za obredna kupanja sa svojim motivima životinja. U ruševinama je nađeno i mnoštvo predmeta od glazirane keramike mezopotamskoga porijekla, koji prikazuju životinje i plesačice s kovrčastom kosom koja im pada preko lica - tipično za keramiku palače u Samari. Tu su i medaljoni od slonove kosti koji prikazuju scene ljudi i životinja što podsjeća na umjetnost kod, također neprijateljskih, bagdadskih kalifa. Tako Medina Azahara predstavlja spoj istočnjačkih i sredozemnih kulturnih elemenata 10. stoljeća. Sve ovo govori da umjetnost ne priznaje političke granice ni loše odnose. Abd ar Rahman preselio je dvor u Medinu Azaharu 945. godine, iako još neki objekti nisu bili završeni - to je učinio njegov sin Hiršam II.
- „Jafarova kuća”
- Portik Medine Azahare
- Pogled s gronje terase na vrt
- Škrinja od slonovače iz Medinat Azahare, Louvre
- Posuda iz Zamore, slonovača